# Travis Outlaw
Travis Marquez Outlaw (* 18. September 1984 in Starkville, Mississippi) ist ein US-amerikanischer Basketballspieler, der seit 2003 in der National Basketball Association spielte.

## Karriere
Outlaw wurde beim NBA-Draft 2003, direkt von der Starkville High School, von den Portland Trailblazers gedraftet. Er verbrachte die ersten sieben Jahre in Portland und hatte 2007/08 sein bestes Jahr, als er 13,3 Punkte und 4,6 Rebounds pro Spiel erzielte. 2009 erreichte er erstmals mit Portland die Play-offs, wo man jedoch in der ersten Runde ausschied. 2010 wurde er mit Steve Blake für Marcus Camby zu den Los Angeles Clippers transferiert. Nach der Saison unterschrieb Outlaw einen Fünfjahresvertrag bei den New Jersey Nets. Er wurde jedoch im Dezember 2011 zum Ende des Lockouts mit der Amnestie-Klausel aus dem Kader gestrichen, die den Nets erlaubte, sein fälliges Gehalt außerhalb des Salary Caps zu verbuchen. Zwei Tage später wurde er von den Sacramento Kings verpflichtet, für die er die folgenden drei Saisons spielte.
Im Sommer 2014 kam Outlaw zunächst in einem Spielertausch zu den New York Knicks, bevor diese ihn noch kurz vor Saisonbeginn am 27. Oktober 2014 mit Rechten im Entry Draft für Arnett Moultrie an die Philadelphia 76ers weitergaben. Die 76ers hatten jedoch keine Verwendung für Outlaw und entließen ihn aus seinen Verpflichtungen noch am gleichen Tag.